# Список потерь Ми-8 и его модификаций (2012 год)

Список потерянных Ми-8 всех модификаций (включая Ми-9, -14, -17, -18, -19, -171 и -172) составлен по данным из открытых источников и учитывает только авиационные происшествия или воздействие внешних сил, приведшие к утрате вертолёта или его списанию вследствие полученных повреждений.
Список не полный и не окончательный.

## Список аварий и катастроф
Зелёным цветом выделены потери при применении в вооружённых конфликтах, в том числе в контртеррористических операциях.
| № п/п | Дата     | Модификация / Бортовой номер | Место                                                   | Жертвы / На борту | Краткое описание |
| ----- | -------- | ---------------------------- | ------------------------------------------------------- | ----------------- | --- |
| 1     | 20 апр.  | Ми-8П UP-MI855               | 25 км от Атырау                                         | 0/6               | При выполнении тренировочного полёта экипаж пошёл на вынужденную посадку. Из-за грубого приземления машина получила значительные повреждения, два члена экипажа травмированы. Причины происшествия выясняются. |
| 2     | 24 апр.  | Ми-8МТ RF-95392              | Хабаровский край, 2 км севернее села Дружба             | 0/3               | Вертолёт ВВС России, выполнявший тренировочный полёт, совершил грубую посадку на автодорогу под Хабаровском, при этом машина получила значительные повреждения. Члены экипажа получили лёгкие травмы. Причины происшествия выясняются. |
| 3     | 13 июня  | Ми-17-1В EJC-3381            | департамент Антьокия, муниципалитет Карепа              | 1/5               | Вертолёт ВВС Колумбии выполнял полёт после планового технического обслуживания. После взлёта во время контрольного висения на высоте около 10 м машина неожиданно упала на посадочную площадку и, разрушившись, сгорела. Погиб командир экипажа, остальные члены экипажа получили незначительные травмы. Причины происшествия выясняются. |
| 4     | 26 июня  | Ми-8Т н.д.                   | 5 км южнее Идлиба                                       | 0/н.д.            | Вертолёт САВВС сопровождал армейскую колонну. Из-за падения мощности одного из двигателей экипаж совершил вынужденную посадку, после чего вертолёт был сожжён экипажем для предотвращения захвата незаконными вооруженными формированиями активно действовавшими в районе. Среди возможных причин вынужденной посадки — отказ техники или поражение от огня стрелкового оружия с земли. |
| 5     | 23 июля  | Ми-8Т RA-22966               | Томская область, Парабельский район, посёлок Лугинецкий | 0/22              | При заходе на посадку экипаж допустил ошибку в технике пилотирования, в результате чего увеличилась вертикальная скорость снижения и машина грубо приземлилась в 90 м от посадочной площадки. Вертолёт получил значительные повреждения, три пассажира получили тяжёлые травмы. |
| 6     | 27 авг.  | Ми-17 н.д.                   | пригород Дамаска, Кабун                                 | 4/4               | Вертолёт ВВС Сирии при выполнении наблюдательного полёта был поражён огнём с земли. На борту возник пожар, машина потеряла управление и упала в частную застройку. Экипаж погиб, на земле никто не пострадал. |
| 7     | 17 сент. | Ми-8Т RA-22719               | Омская область, Калачинск                               | 0/3               | Курсанты Омского лётно-технического колледжа им. А. В. Ляпидевского совершали плановые тренировочные полёты. Из-за многочисленных нарушений радиообмена между командно-диспетчерским пунктом и экипажами вертолётов обе машины (RA-22719 и RA-22850), не видя друг друга, начали заход на посадку на одну и ту же посадочную площадку, в результате чего на высоте около 10 м произошло столкновение. Находящийся ниже RA-22719 несущим винтом задел правую стойку шасси и, разрушаясь, с разворотом упал на землю и опрокинулся на бок. Находящиеся в вертолёте курсанты получили травмы. RA-22850 после столкновения приземлился прямо по курсу.            |
| 8     | 17 сент. | Ми-8Т RA-22850               | Омская область, Калачинск                               | 0/3               | Курсанты Омского лётно-технического колледжа им. А. В. Ляпидевского совершали плановые тренировочные полёты. Из-за многочисленных нарушений радиообмена между командно-диспетчерским пунктом и экипажами вертолётов обе машины (RA-22719 и RA-22850), не видя друг друга, начали заход на посадку на одну и ту же посадочную площадку, в результате чего на высоте около 10 м произошло столкновение. Находящийся ниже RA-22719 несущим винтом задел правую стойку шасси и, разрушаясь, с разворотом упал на землю и опрокинулся на бок. Находящиеся в вертолёте курсанты получили травмы. RA-22850 после столкновения приземлился прямо по курсу.            |
| 9     | 30 сент. | Ми-17 н.д.                   | пригород Дамаска, Адра                                  | 4/4               | Вертолёт ВВС Сирии выполнял облёт района активности антиправительственных сил на высоте 3700 м находясь вне зоны поражения зенитных средств противника. Из-за не согласованных действий гражданской и военной служб управления полётами в зону, где находился вертолёт, был направлен гражданский лайнер Airbus A-320, выполнявший полёт по маршруту Дамаск → Латакия с 162 пассажирами на борту. Набирающий высоту A-320 опасно сблизился с вертолётом и тот лопастями несущего винта задел вертикальное оперение самолёта. В результате Ми-17 потерял управление и упал на землю (экипаж погиб), а самолёт совершил вынужденную посадку в аэропорту вылета. |
| 10    | 5 окт.   | Ми-17 н.д.                   | пригород Дамаска, аль-Гута аш-Шаркия                    | 4/4               | Вертолёт ВВС Сирии при выполнении боевого задания был поражён огнём с земли. Машина, разрушаясь в воздухе, упала на землю и сгорела. |
| 11    | 9 окт.   | Ми-8МТ ER-MHL                | провинция Папуа, близ Тембагапуры                       | 0/29              | При заходе на посадку в гористой местности вертолёт попал в условия недостаточной видимости (плотный туман) экипаж потерял наземные ориентиры и предпринял вынужденную посадку. В 10 м от посадочной площадки машина лопастями несущего винта задела за выступ скалы и получила значительные повреждения. Никто из членов экипажа и пассажиров серьёзно не пострадал. |
| 12    | 17 окт.  | Ми-17 н.д.                   | Маарат аль-Нуман                                        | н.д./н.д.         | Вертолёт ВВС Сирии при выполнении боевого задания был поражён огнём с земли и взорвался в воздухе. |
| 13    | 17 окт.  | Ми-8Т RA-24267               | Красноярский край, Эвенкийский район, Юрубчен-5         | 1/12              | При посадке в условиях недостаточной видимости (снежный вихрь) рулевой винт попал в условиях «вихревого кольца», что привело к левому вращению вертолёта, столкновению с земной поверхностью вне посадочной площадки и опрокидыванию на правый борт. Во время разрушения машины плохо закреплённый дополнительный бак, находящийся в грузовой кабине, сорвался и смертельно травмировал одного из пассажиров. Фото |
| 14    | 10 нояб. | Ми-8Т н.д.                   | Дейр-эз-Зор                                             | 1/н.д.            | Вертолёт ВВС Сирии. Во время санитарного рейса при наборе высоты произошёл отказ одного из двигателей. При выполнении вынужденной посадки машина с большой вертикальной скоростью столкнулась с землёй получив значительные повреждения. Эвакуацию пострадавших под огнём противника выполнил вертолёт Ми-17, отогнавший мобильный отряд противника (тем не менее четверых раненых бойцов, находившихся на борту, успели взять в плен до его прибытия). Через два дня брошенный вертолёт сожгли местные жители. Командир экипажа от полученных травм скончался в госпитале 12 ноября.                                                                         |
| 15    | 16 нояб. | Ми-17 н.д.                   | пригород Дамаска, аль-Гута аш-Шаркия                    | 5/5               | Вертолёт ВВС Сирии сбит огнём с земли. |
| 16    | 17 нояб. | Ми-8Т RA-22343               | Омская область Седельниково                             | 0/22              | При посадке КВС не учёл направление и силу ветра из-за чего произошла потеря эффективности рулевого винта. Началось неуправляемое левое вращение вертолёта, в процессе которого машина столкнулась правым колесом основной опоры шасси с земной поверхностью и при этом произошло соударение лопастей несущего винта с хвостовой балкой. Вертолёт упал на правый борт получив значительные повреждения. 9 пассажиров и один член экипажа получили травмы различной степени тяжести. |
| 17    | 24 нояб. | Ми-8Т UP-MI829               | Алматинская область, Алакольский район, близ Ушарала    | 8/8               | Вертолёт потерпел катастрофу во время облёта трубопровода. Место происшествия и останки тел были обнаружены 29 ноября. |
| 18    | 25 нояб. | Ми-17 2940                   | Мардж ас-Султан                                         | 0/0               | Вертолёт ВВС Сирии получил многочисленные повреждения от стрелкового оружия и захвачен на вертодроме антиправительственными войсками. |
| 19    | 27 нояб. | Ми-17 н.д.                   | Дарет Аза                                               | 19/19             | Вертолёт ВВС Сирии во время набора высоты сбит из ПЗРК «Игла». При выполнении вынужденной посадки на борту возник пожар, машина потеряла управление и с большой вертикальной скоростью столкнулась с землёй. Погибли 5 членов экипажа и 14 пассажиров — военнослужащих армии Сирии. |
| 20    | 10 дек.  | Ми-8МТ RF-23148              | Гудаутский район, близ озера Рица                       | 0/11              | Вертолёт Погранслужбы ФСБ России. Из-за технических неисправностей экипаж пошёл на вынужденную посадку в лесистой местности. В результате грубой посадки машина получила значительные повреждения, 2 пассажира (пограничники) получили травмы средней тяжести. Причины происшествия выясняются. |
| 21    | 21 дек.  | / Ми-8АМТ RA-27003           | штат Джонглий, близ Ликванголе                          | 4/4               | Вертолёт миссии ООН в Южном Судане был сбит в результате обстрела с земли. При столкновении с землей машина разрушилась и полностью сгорела, экипаж и пассажир погибли. Представитель вооруженных сил Южного Судана сделал заявление, что вертолёт был сбит их подразделениями, которые, якобы не имея информации о планируемом полете воздушного судна миссии ООН в данном районе, посчитали что тот доставляет оружие и боеприпасы действующим в районе антиправительственным повстанцам. По заявлению представителей миссии ООН, полёты были в установленном порядке согласованы.                                                                          |
| 22    | 25 дек.  | Ми-8МТ 29                    | Кировоградская область, Александрия                     | 5/5               | Вертолёт внутренних войск МВД Украины. На вертолёте после выполнения регламентных работ производилась гонка двигателей и проверка оборудования. Неожиданно для экипажа машина взлетела и, набрав высоту, попала в низкую облачность, которая затруднила стабилизировать полёт и зайти на посадку. Ориентируясь только на наземные огни экипаж попытался осуществить посадку, но вертолёт, снизившись, столкнулся с землёй и полностью разрушился. Погибли три члена экипажа и два техника из наземного обслуживающего персонала, находящихся на борту. |